# Bacapaco, Sinaloa
Bacapaco är en ort i Mexiko.   Den ligger i kommunen El Fuerte och delstaten Sinaloa, i den västra delen av landet, 1 200 km nordväst om huvudstaden Mexico City. Bacapaco ligger 318 meter över havet och antalet invånare är 151.
Terrängen runt Bacapaco är lite kuperad. Runt Bacapaco är det ganska glesbefolkat, med 23 invånare per kvadratkilometer. Närmaste större samhälle är San José de los Pericos, 16,3 km nordost om Bacapaco. I omgivningarna runt Bacapaco växer huvudsakligen savannskog.